# Коричани
Коричани (чеш. Koryčany) град је у Чешкој Републици. Град се налази у управној јединици Злински крај, у оквиру којег припада округу Кромјержиж.

## Становништво
Према подацима о броју становника из 2014. године град је имао 2.860 становника.